# Selección femenina de fútbol de Tanzania
La selección femenina de fútbol de Tanzania es el equipo formado por jugadoras de nacionalidad tanzana que representa a la Federación Tanzana de Fútbol (TFF) en las competiciones internacionales oficiales organizadas por la Confederación Africana de Fútbol y la FIFA.
Según la clasificación publicada por la FIFA el 15 de marzo de 2024, la selección nacional femenina ocupa el puesto 146 en el Ranking Mundial Femenino FIFA/Coca-Cola.
Como miembro de la Confederación Africana de Fútbol (CAF), participa en varios torneos internacionales de fútbol, como la Copa Mundial de la FIFA, la Copa Africana de Naciones Femenina, los Juegos Olímpicos de Verano y torneos por invitación. Además de la CAF, al igual que las demás selecciones nacionales de fútbol que representan a Tanzania en partidos internacionales, es miembro del Consejo de Asociaciones de Fútbol de África Oriental y Central (CECAFA), que reúne a las federaciones de África Central y Oriental.
El mayor logro deportivo de Tanzania fue su participación en la fase final de la edición de 2010 del Campeonato Africano.

## Historia
En 2002, la selección nacional de Tanzania participó por primera vez en las clasificaciones para la fase final del Campeonato Africano; Después de vencer a Eritrea en la primera ronda, fueron derrotados por Zimbabwe en la segunda ronda. Tras ser eliminada en la última ronda de clasificación en las siguientes ediciones, en 2010 Tanzania logró clasificarse para la fase final del Campeonato Africano. La selección nacional quedó sorteada en el Grupo A junto con los actuales campeones Nigeria, Sudáfrica y Mali. Tras perder los tres partidos del grupo, los Twiga Stars terminaron en el último lugar y fueron eliminados del torneo.
En ediciones posteriores del Campeonato Africano, que más tarde pasó a llamarse Copa Africana de Naciones, Tanzania no logró avanzar más allá de la fase de clasificación. En 2016, el equipo ganó la edición inaugural del campeonato CECAFA, reservado para los representantes de los equipos nacionales afiliados a la CECAFA. En 2018 también ganó la segunda edición. En 2021, los Twiga Stars ganaron la edición 2021 del campeonato COSAFA, reservado a los representantes de las federaciones de África Austral, en el que habían sido invitados a participar. Este último éxito siguió a la victoria del campeonato COSAFA Sub-20 en 2019 y del torneo Sub-17 en 2020.
Tras superar a Costa de Marfil en la primera ronda y a Togo en la segunda ronda de clasificación, la selección se clasificó para la fase final de la Copa Africana de Naciones 2024, participando de nuevo después de 14 años.